# Sergio Díaz (meksykański piłkarz)
José Sergio "Cayo" Díaz Mora (ur. 25 października 1960 w Guadalajarze) – meksykański piłkarz występujący na pozycji obrońcy, obecnie trener.

## Kariera klubowa
Díaz pochodzi z miasta Guadalajara i jest wychowankiem tamtejszego klubu Universidad de Guadalajara. W meksykańskiej Primera División dał mu zadebiutować szkoleniowiec Javier de la Torre, 20 września 1981 w przegranym 0:1 spotkaniu z Tigres UANL. Od razu został podstawowym piłkarzem zespołu i premierowego gola w najwyższej klasie rozgrywkowej strzelił 14 lutego 1982 w zremisowanej 1:1 konfrontacji z Atlético Español. W lipcu 1982 przeszedł do ekipy Club Necaxa z siedzibą w stołecznym mieście Meksyk, gdzie nie potrafił sobie wywalczyć miejsca w pierwszym składzie i wystąpił w zaledwie dwóch ligowych meczach. W 1986 roku podpisał kontrakt z Puebla FC, gdzie pełnił taką samą funkcję jak w poprzednim klubie i tylko jeden raz wybiegł na boisko w jego barwach.
W 1987 roku Díaz powrócił do Universidadu de Guadalajara, w którym podobnie jak podczas pierwszego pobytu w tym zespole od razu został kluczowym punktem defensywy. W sezonie 1988/1989 dotarł ze swoją ekipą do finału krajowego pucharu – Copa México – a trofeum to zdobył dwa lata później, w rozgrywkach 1990/1991. W międzyczasie, podczas sezonu 1989/1990, wywalczył tytuł wicemistrza Meksyku. W 1991 roku odszedł do drużyny Club Santos Laguna z miasta Torreón, w której spędził rok bez większych sukcesów, natomiast profesjonalną karierę piłkarską zakończył w wieku 33 lat jako zawodnik Tiburones Rojos de Veracruz.

## Kariera reprezentacyjna
W seniorskiej reprezentacji Meksyku Díaz zadebiutował za kadencji selekcjonera Alberto Guerry, 14 lutego 1989 w wygranym 3:1 meczu towarzyskim z Polską. Był to zarazem jego jedyny występ w kadrze narodowej.

## Kariera trenerska
Po zakończeniu kariery piłkarskiej Díaz podjął pracę jako szkoleniowiec, początkowo w trzecioligowym klubie Atlético Cuauhtémoc. W połowie 2008 roku został trenerem rezerw swojego byłego zespołu, Club Santos Laguna, także występujących w trzeciej lidze meksykańskiej i prowadził je przez kolejne dwanaście miesięcy. Latem 2009 podpisał kontrakt z Universidadem de Guadalajara, rozgrywającego swoje mecze w drugiej lidze i jego trenerem pozostawał do października, notując dwa zwycięstwa, pięć remisów i pięć porażek w dwunastu spotkaniach. Wkrótce został członkiem sztabu szkoleniowego Carlosa Turrubiatesa w drużynie do lat 20 klubu Tigres UANL, a w lutym 2012 tymczasowo poprowadził drugoligowy Tiburones Rojos de Veracruz w jednym meczu, po czym na rok objął czwartoligowe rezerwy tej ekipy.